# Diplazium pseudosetigerum
Diplazium pseudosetigerum är en majbräkenväxtart som först beskrevs av Hermann Christ och som fick sitt nu gällande namn av Fraser-jenk.
Diplazium pseudosetigerum ingår i släktet Diplazium och familjen Athyriaceae. Inga underarter finns listade i Catalogue of Life.